# Maccabi Tel Aviv BC
Maccabi Tel Aviv BC (Hebreeuws: "מ.כ. מכבי תל אביב"), is een professionele basketbalclub uit Tel Aviv, Israël. De club speelt in de Ligat Ha'Al en de EuroLeague. De basketbalclub is een onderdeel van de Maccabi Tel Aviv Association. Sinds 2020 wordt de club gesponsord door "Playtika". Maccabi is een van de grootste basketbalclubs van Europa. Ze stonden vijftien keer in de finale van de EuroLeague en werden 57 keer landskampioen waarvan er 23 op rij tussen 1970 en 1992. Ook werden ze 46 keer winnaar van de beker.
Bekende spelers die uitkwamen voor Maccabi zijn Miki Berkovich, Tom Chambers, Anthony Parker, Omri Casspi, Beno Udrih, Šarūnas Jasikevičius, Maceo Baston, Will Bynum, Victor Alexander en Nikola Vujčić.

## Geschiedenis
Maccabi Tel Aviv BC werd opgericht in 1932. In 1954 werd de Ligat Ha'Al opgericht en werd Maccabi de eerste kampioen. Sinds de oprichting eindigde Maccabi nooit lager dan de derde plaats in het kampioenschap. Maccabi Tel Aviv's traditionele rivaal is Hapoel Tel Aviv. De laatste keer dat "the Reds" de nationale titel won was in 1969. Sindsdien won alleen Hapoel Galil Elyon in 1993 de titel. In 1958, ging Maccabi Tel Aviv meedoen in de internationale competitie en werd een van de beste clubs in Europa. Het eerste kampioenschap in de EuroLeague kwam in 1977, onder leiding van coach Ralph Klein. In de finale in Belgrado, Joegoslavië won Maccabi Tel Aviv van Mobilgirgi Varese uit Italië met 78-77. Dankzij Jim Boatwright (26 punten), Miki Berkovich, Aulcie Perry en de rest van het team. Maar een grote symbolische waarde was de overwinning in de halve finale op CSKA Moskou. De Sovjets weigerden te spelen in Tel Aviv, dus werd de wedstrijd gespeeld op neutraal terrein in België. Maccabi won die wedstrijd en ging door naar de finale. Maccabi Tel Aviv won in 1981 weer de EuroLeague van Sinudyne Bologna uit Italië met 80-79. In de jaren 80 haalde Maccabi Tel Aviv vijf keer de finale maar verloor ze alle vijf.

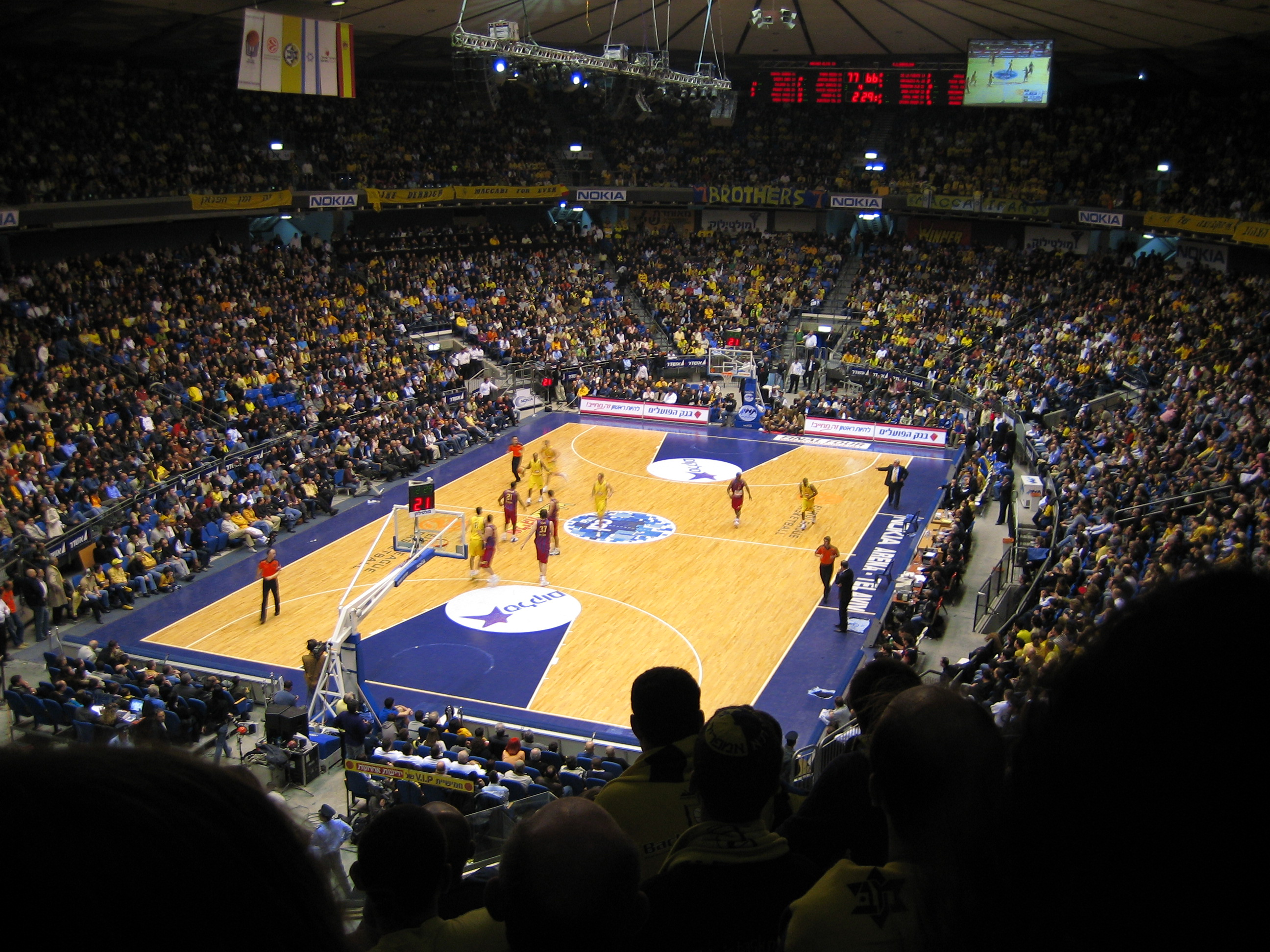
De Menora Mivtachim Arena.

Het team haalde in 2000 weer de finale maar verloor van Panathinaikos uit Griekenland. In 2001 speelden ze weer tegen elkaar in de finale. Nu was Maccabi te sterk voor Panathinaikos. Maccabi won met 81-67 dankzij Ariel McDonald, Anthony Parker en Nate Huffman. In 2004 won Maccabi de finale van Skipper Bologna in de EuroLeague. De finale werd gespeeld in Tel Aviv. Maccabi won met 118-74. In 2005 won Maccabi van Tau Cerámica Vítoria uit Spanje 90-78. Op 16 oktober 2005 haalde Maccabi Tel Aviv een historische overwinning door als eerste Europese club een team uit de NBA te verslaan. Dat team was de Toronto Raptors. De uitslag was 105-103. In 2006 verloor Maccabi van CSKA Moskou in de finale van de EuroLeague met 69-73. In 2008 verloor Maccabi weer van CSKA Moskou. Nu waren de Russen met 77-91 te sterk. In 2011 verloor Maccabi de finale om de EuroLeague van Panathinaikos uit Griekenland met 70-78. In 2014 won Maccabi de finale om de EuroLeague van Real Madrid uit Spanje met 98-86.

## Erelijst
- Landskampioen Israël: 57
  - Winnaar: 1954, 1955, 1957, 1958, 1959, 1962, 1963, 1964, 1967, 1968, 1970, 1971, 1972, 1973, 1974, 1975, 1976, 1977, 1978, 1979, 1980, 1981, 1982, 1983, 1984, 1985, 1986, 1987, 1988, 1989, 1990, 1991, 1992, 1994, 1995, 1996, 1997, 1998, 1999, 2000, 2001, 2002, 2003, 2004, 2005, 2006, 2007, 2009, 2011, 2012, 2014, 2018, 2019, 2020, 2021, 2023, 2024

- Bekerwinnaar Israël: 46
  - Winnaar: 1956, 1958, 1959, 1961, 1963, 1964, 1965, 1966, 1970, 1971, 1972, 1973, 1975, 1977, 1978, 1979, 1980, 1981, 1982, 1983, 1985, 1986, 1987, 1989, 1990, 1991, 1994, 1998, 1999, 2000, 2001, 2002, 2003, 2004, 2005, 2006, 2010, 2011, 2012, 2013, 2014, 2015, 2016, 2017, 2021, 2025
  - Runner-up: 1962, 1969, 1996, 1997, 2008, 2018, 2023, 2024

- League Cup Israël: 11
  - Winnaar: 2007, 2010, 2011, 2012, 2013, 2015, 2017, 2020, 2021, 2022, 2024
  - Runner-up: 2009, 2014, 2016, 2019, 2023

- EuroLeague: 6
  - Winnaar: 1977, 1981, 2001, 2004, 2005, 2014
  - Runner-up: 1980, 1982, 1987, 1988, 1989, 2000, 2006, 2008, 2011

- European Cup Winners' Cup: 
  - Runner-up: 1967

- Intercontinental Cup: 1
  - Winnaar: 1980

- NLB League:
  - Runner-up: 2003

- Haarlem Basketball Week: 1
  - Winnaar: 1997

- Triple Crown: 6
  - Winnaar: 1977, 1981, 2001, 2004, 2005, 2014

## Bekende (oud-)spelers
| - Tanhum Cohen-Mintz - Miki Berkovich - Motti Aroesti - Doron Jamchi - Nadav Henefeld - Doron Sheffer - Oded Katash - Lior Eliyahu - Yotam Halperin - Omri Casspi - - Tal Brody - - Lou Silver - Ralph Klein | - - Aulcie Perry - - LaVon Mercer - - Ariel McDonald - Kevin Magee - Ken Barlow - Earl Williams - Anthony Parker - Will Bynum - Nikola Vujčić - Šarūnas Jasikevičius - Carlos Arroyo - Kirk Penney - Joseph Forte |

## Bekende (oud-)coaches
- Ralph Klein
- Oded Katash

## Sponsornamen
- 1932-1969: Maccabi Tel Aviv BC
- 1969-2009: Maccabi Elite Tel Aviv BC
- 2009-2015: Maccabi Electra Tel Aviv BC
- 2015-2020: Maccabi FOX Tel Aviv BC
- 2020-heden: Maccabi Playtika Tel Aviv BC